# Sławomir Nowak
Pour les articles homonymes, voir Nowak.
Sławomir Ryszard Nowak, né le 11 décembre 1974 à Gdańsk, est un homme politique polonais proche de la Plate-forme civique (PO). Il est ministre des Transports entre novembre 2011 et novembre 2013.

## Biographie

### Formation et vie professionnelle
Il travaille comme publicitaire entre 1994 et 2002. En 2000, il est diplômé en relations internationales à l'université de Gdańsk, puis en gestion à l'université maritime de Gdynia.

### Engagement politique
Il adhère en 1993 au Congrès libéral-démocrate (KLD) de Donald Tusk, puis rejoint un an plus tard l'Union pour la liberté (UW). En 1998, il devient président des Jeunes démocrates, organisation de jeunesse de l'UW. Il intègre la Plate-forme civique (PO) en 2001. Cette même année, il postule aux élections législatives du 23 septembre dans la circonscription de Gdańsk, sur la liste que mène le président de la PO Maciej Płażyński.
Il n'obtient que 2 130 votes préférentiels, soit le quatrième score de sa liste, qui ne remporte que trois députés. Le 24 juin 2004, à 29 ans, Sławomir Nowak entre à la Diète après que Janusz Lewandowski a été élu député européen le 13 juin. Il est réélu lors des élections législatives du 25 septembre 2005 avec 9 061 suffrages de préférence, réalisant de nouveau le quatrième résultat de sa liste, conduite par Donald Tusk.
Dans la perspective des élections législatives anticipées du 21 octobre 2007, la PO le désigne tête de liste dans la circonscription de Gdańsk, dans la mesure où Tusk se présente dans Varsovie-I. Le jour de l'élection, il totalise 65 993 voix préférentielles. Il établit le meilleur score de la circonscription, devant Maciej Płażyński qui se présente pour PiS, et le deuxième résultat de la voïvodie de Poméranie après Marek Biernacki.
Le 16 novembre 2007, Sławomir Nowak est nommé secrétaire d'État à la chancellerie du président du Conseil des ministres (KPRM) et chef du cabinet politique du président du Conseil, à la suite de la formation du premier gouvernement de coalition de Tusk. Il annonce vouloir quitter ce poste le 7 octobre 2009, afin de prendre les fonctions de vice-président du groupe parlementaire de la Plate-forme civique. Il est désigné à ce poste le 21 octobre et quitte la chancellerie cinq jours plus tard. Le 22 mai 2010, il est élu président de la fédération PO de Poméranie.
Chef de l'équipe de campagne de Bronisław Komorowski pour l'élection présidentielle anticipée des 20 juin et 4 juillet 2010, il n'est pas reconduit comme vice-président du groupe PO le 5 août. Le 29 septembre, Sławomir Nowak devient secrétaire d'État à la chancellerie du président de la République, chargé des Relations avec le gouvernement et le Parlement. Il démissionne alors de la Diète.
Il est toutefois investi de nouveau tête de liste dans la circonscription de Gdańsk pour les élections législatives du 9 octobre 2011. Il y engrange 65 629 votes préférentiels, réalisant une fois encore le meilleur score de sa circonscription et le deuxième de la voïvodie. Il renonce à ses fonctions auprès du chef de l'État le 25 octobre.
Le 18 novembre, Sławomir Nowak est désigné à 36 ans ministre des Transports, des Travaux publics et de l'Économie maritime. Il démissionne le 15 novembre 2013, après que le procureur général a demandé la levée de son immunité parlementaire pour des soupçons de déclaration de patrimoine mensongère. Il est relevé de ses fonctions par le chef de l'État le 27 novembre et son ministère est fusionné avec celui du Développement régional.
Il quitte la Plate-forme civique le 16 juin 2014, et se voit condamné le 27 novembre en première instance pour faux en écriture. Il annonce alors qu'il démissionne de la Diète, avec effet au 2 janvier 2015. Une partie des chefs d'accusation est abandonnée en appel, du fait d'un accord amiable.